# Patrick Martin
Partick Henry Martin (ur. 19 sierpnia 1923 w Louisville w stanie Nowy Jork, zm. 21 kwietnia 1987 w Massenie) – amerykański bobsleista. Trzykrotny medalista olimpijski.
Na igrzyskach startował dwukrotnie (IO 48, IO 52), największy sukces w karierze odnosząc w roku 1948 – w czwórce został mistrzem olimpijskim. Cztery lata później dwukrotnie zajmował drugie miejsce, za każdym razem przegrywając rywalizację z zachodnioniemieckim bobem prowadzonym przez Andreasa Ostlera. Był pierwszym Amerykaninem, który na zimowych igrzyskach wywalczył trzy krążki. Pięciokrotnie stawał na podium mistrzostw świata, w 1949 i 1950 sięgając po złoto w czwórkach.
Olimpijczykami w bobslejach byli także jego ojciec Robert oraz brat Leo.